# Pentatlo
O pentatlo (do grego pente (cinco) e athlon (competição)) é uma modalidade desportiva composta por cinco provas. Ao longo da história teve diversas configurações.

## Na Grécia Antiga
O primeiro pentatlo documentado ocorreu em 708 aC na Grécia Antiga nos Jogos Olímpicos da Antiguidade, e também foi realizado nos outros Jogos Pan-helénicos. O nome deriva das palavras gregas para "cinco competições". O evento provou ser popular e prestou-se a ilustrações em cerâmica grega antiga. Também apareceu na mitologia grega; o herói mítico Perseu cumpriu a profecia de um oráculo ao matar Acrísio acidentalmente com um disco enquanto competia no pentatlo. Na mitologia, Jason é creditado como o inventor do pentatlo, e declarou seu amigo Peleu o primeiro vencedor do evento, após sua vitória no wrestling. A grande variedade de habilidades necessárias para competir significava que os pentatletas eram tidos em alta estima como espécimes físicos: na Retórica, Aristóteles observou "um corpo capaz de suportar todos os esforços, seja da pista ou da força corporal... É por isso que os atletas no pentatlo são as mais bonitas". O vencedor da medalha de ouro olímpica de 1912, Ferdinand Bie, fez referência a essa história após concluir os eventos.
Na 77ª Olimpíada, o evento atlético era geralmente classificado como triagmos (salto em distância, lançamento de dardo e lançamento de disco), seguido pela corrida a pé do estádio e luta livre como evento final. Ao contrário do atletismo moderno, os três primeiros eventos não apareceram como eventos individuais fora do formato do pentatlo. Outras variações do formato incluíam boxe ou pankration em vez da corrida de estádio.
Na Grécia Antiga era uma prova dos Jogos Olímpicos da Antiguidade composta por:
- lançamento do disco
- lançamento do dardo
- salto em comprimento
- corrida de estádio (com 192 metros)
- luta grega

O disco lançado pelos atletas pesava cerca de 2,5 quilos e poderia ser feito de pedra, ferro ou bronze. O vencedor era aquele que conseguia lançar o disco o mais longe possível e o vencedor era também considerado um herói. Quanto ao dardo possuía a altura de um homem e era feito em madeira. No salto em comprimento recorria-se a dois halteres que impulsionavam o atleta na subida e que eram depois atirados quando este descia.
Caso um atleta tivesse vencido as três primeiras provas do pentatlo, não se realizavam as duas últimas.

## Pentatlo moderno
O pentatlo moderno foi inventado por Pierre de Gustave, fundador dos Jogos Olímpicos da era moderna. Quando da invenção da versão moderna, Coubertin inspirou-se nos soldados da cavalaria dos finais do século XIX, que deveriam saber montar um cavalo desconhecido, disparar, esgrimir, correr e nadar.
A prova foi introduzida nos Jogos Olímpicos de 1912, em Estocolmo para os homens e nos Jogos de 2000, em Sydney para as mulheres e consiste das seguintes provas:
- esgrima: espada, uma competição round robin
- natação: 200 metros livres
- hipismo: concurso de saltos, percurso de 350 a 450 metros, com 12 a 15 obstáculos. Os cavalos são fornecidos pela organização e atribuídos por sorteio a cada atleta 20 minutos antes da competição.
- evento Combinado: o evento combinado é a última prova do pentatlo moderno e consiste na junção do tiro desportivo com a corrida de corta-mato. O atleta parte da linha de chegada e corre cerca de 30 metros até o estande de tiro onde terá que executar 5 tiros certeiros no alvo correspondente ao "7,2" no tiro desportivo de pistola de ar a 10 metros. Ele tem 50 segundos para acertar os 5 tiros e caso faça isso em menos tempo pode sair para correr a distância de 800 metros. Isso é feito 4 vezes, ou seja, um total de 20 tiros certos e 3200 metros. Os atletas são escalonados de acordo com as pontuações adquiridas nos quatro eventos anteriores. O atleta mais pontuado sai primeiro, seguindo do segundo (após um intervalo de tempo proporcional à diferença de pontos que os separa), depois do terceiro e assim por diante. Desta forma, quem ganha a prova de combinado (que chega primeiro após o último percurso de 800 metros), é o vencedor do pentatlo moderno, no seu conjunto.

## Pentatlo no Atletismo

### Pentatlo clássico
O pentatlo clássico foi realizado nas edições dos Jogos Olímpicos entre 1906 e 1924, na altura somente os homens participavam dos Jogos, constituia-se por:
- salto em comprimento
- lançamento do dardo
- 200 metros
- lançamento do disco
- 1500 metros

### Pentatlo feminino
Foi uma prova olímpica praticada por mulheres entre as edições de 1944 e de 1980, sendo depois substituída pelo heptatlo. Tinha os seguintes eventos:
- lançamento do peso
- salto em altura
- 80 metros com barreiras
- 200 metros
- salto em comprimento

### Pentatlo em pista coberta
É presentemente praticada por mulheres em pista coberta, a modalidade correspondente masculina é uma versão do heptatlo, embora até 2000 os homens também fizessem o pentatlo. A prova é realizada num só dia, havendo um intervalo de 30 minutos entre os vários eventos. As várias provas são:
- 60 metros com barreiras
- salto em altura
- lançamento do peso
- salto em comprimento
- 800 metros

A actual recordista mundial é a ucraniana Natalya Dobrynska, que alcançou 5013 pontos a 9 de março de 2012 no Campeonato Mundial de Atletismo em Pista Coberta de 2012 em Istambul.

## Desporto militar

### Pentatlo militar
Nos anos 40 do século XX, algumas das disciplinas do pentatlo moderno tornaram-se menos relevantes para o soldado moderno. Um oficial francês, o capitão Henri Debrus, adaptou um treino militar para uma competição que hoje se realiza no Campeonato Mundial Militar e nos Jogos Mundiais Militares. Consiste nas provas:
- tiro desportivo
- corrida de corta-mato
- natação com obstáculos
- lançamento de granadas
- pista de progressão militar

### Pentatlo naval
Esta versão do pentatlo está adaptada ao treinamento dos marinheiros e fuzileiros navais, tendo as seguintes provas:
- pista de obstáculos
- natação de salvamento
- natação utilitária
- habilidades navais
- cross country anfíbio

### Pentatlo aeronáutico
Esta prova é baseada no treino do piloto, as provas são:
- tiro desportivo
- esgrima
- natação com obstáculos
- basquetebol
- Evasão (Prova mista compreendendo uma pista de obstáculos e uma corrida de orientação)